# قائمة شركات الشاي في العالم
هذه قائمة بها بعض أسماء شركات الشاي في العالم التي تنتج الشاي أو توزعه.
وكذلك بعض العلامات التجارية المملوكة لشركات كبرى مثل يونيليفر ونستله وغيرها.

## عالمياً
- ليبتون (شركة يونيليفر)
- تيتلي (شركة تاتا غلوبال بيفريدجز)
- تويننغز (شركة أسوشيتد بريتش فودز)

## أستراليا
- ديلما
- بوشلز وليبتون (شركة يونيليفر أوستراليجا)
- مدام فلافور
- تي تو (شركة يونيليفر أوستراليجا)

## بنغلاديش
- إم إم إسفهاني

## البرازيل
- ماتي لياو

## كندا
- ديفيدز تي
- ريد روز تي (مملوكة لكل من تيكاني في الولايات المتحدة ويونيليفر في كندا)
- تيم هورتونز (مملوكة لـ ريتستورانت براندز إنترناشونال)

## الصين
- تنفو

## فرنسا
- بيتيمان أند بارتون
- فوشون
- كوسمي تي
- لادوريه
- لو باليه دي تي
- مارياج فرير

## ألمانيا
- تي غيشفيندر
- تيكاني
- تي كامباني

## هونغ كونغ
- لوك يو

## الهند
- تي بوكس
- مجموعة غودريج
- غوجارات تي (وتملك العلامة واغب باكري)
- لمتكس
- سوسايتي تي
- تاتا تي ليميتد وتيتلي (مملوكة لـ تاتا كونزومر برودكتس)
- مادو جايانتي إنترناشونال

## أيرلندا
- باريز تي
- بيوليز
- جي ليونز
- بونجانا

## إسرائيل
- ويسوتسكي تي

## اليابان
- هارادا تي
- إيتو إن

## ماليزيا
- بي أو إتش بلانتيشنز
- ليبتون (يونيليفر)
- ساباه تي

## نيبال
- غيريباندو تي إستيت
- راكورا تي

## هولندا
- دوفي إيغبرتس

## نيوزيلندا
- ديلما
- زيلونغ

## باكستان
- بروك بوند (بروك بوند سوبريم – ريد ليبل – ليبتون المملوكة لـ يونيليفر)
- تابال تي
- تيتلي (تاتا كونزومر برودكتس)

## سريلانكا
- أكبر تي
- ألغزالين تي
- بوغاوانتالاوا (بي بي إل تيز)
- ديلما
- هيلاديف
- مجموعة جورج ستيورات (ستيوراتس تي، 1935 ستيورات سيلون)
- مليسنا

## تركيا
- تشايكور

## المملكة المتحدة
تسيطر على سوق الشاي في المملكة المتحدة خمس علامات تجارية: بي جي تيبس (مملوكة من يونيليفر)، تيتلي (مملوكة من تاتا تي ليميتد)، تايفو (مملوكة من مجموعة أبيجاي سوريندرا )، تويننغز (مملوكة من أسوشيتد بريتش فودز)، يوركشاير تي (مملوكة من بيتيز أند تيلورز أوف هاروغيت).
تقود تيتلي السوق بنسبة 27% يليها بي جي تيبس بنسبة 24%، ثم تايفو بنسبة 13% ثم تويننغز بنسبة 11% ويوركشاير تي بنسبة 6%.
- أحمد تي
- أسوشيتد بريتش فودز
- بيتيز أند تيلورز أوف هاروغيت
- بروك بوند (لم تعد بهذا الاسم – انظر بي جي تيبس) (شركة يونيليفر)
- كليبر تيز
- فورتنام أند ميسون
- غلينجيتي
- هورنيمانس
- جاكسونز أوف بيكاديللي
- لانكشاير تي
- ليبتون (يونيليفر)
- جي ليونز (يونيليفر)
- ماثيو ألجي
- مازاواتي تي
- نامباري (تويننغز)
- بونجانا
- رينغتونز تي
- بي جي تيبس (يونيليفر)
- بيتيز أند تيلورز أوف هاروغيت
- تيتلي (تاتا تي ليميتد)
- تويننغز (أسوشيتد بريتش فودز)
- تايفو
- ويتارد أوف تشيلسي
- يوركشاير تي (علامة تجارية لشركة تايلورز تي) (مجموعة بيتيز أند تيلورز أوف هاروغيت)

## الولايات المتحدة
- أميركان تي روم
- أرغو تي
- بيغلو تي كومباني
- كابيتال تيز
- سيليسشيال سيزوننغز (مملوكة من مجموعة هاين سيليسشيال)
- غود إرث تي
- هارني أند سانز
- أونست تي
- إمبريال تي كورت
- لوزيان
- ريلي فودز
- مايتي ليف تي
- نومي أورغانيك تي
- بيتس كوفي
- ريد دياموند
- سالادا تي
- ستاش تي
- تالبوت تيز (المملوكة من جامبا جوس)
- تافالون تي
- تازو
- تي كومباني
- تي فورتيه
- تي غيشفيندر
- تيفانا (مملوكة من ستاربكس)
- أبتون تي
- يوغي تي
- ذا ريببلك أوف تي
- تو ليفز أند أباد
- كالاهاري تي
- برو دكتور كومبوتشا

الشاي المعلب
- أرغو تي
- أريزونا بيفريدج
- إيتو إن
- ليبتون
- نيستيا
- سنابل
- سوبي
- سويت ليف تي
- تازو
- توركي هيل
- بريسك